# Eddie Redmayne
Edward John David „Eddie” Redmayne, OBE din 2015 (n. 6 ianuarie 1982) este un actor, cântăreț și model englez. Și-a început cariera profesională în teatru și televiziune la începutul anilor 2000, făcându-și debutul într-un film de lung metraj în Like Minds din 2006. A mai jucat în The Good Shepherd (2006), Savage Grace (2007), Elizabeth: The Golden Age (2007), My Week with Marilyn (2011), Les Misérables (2012), Teoria întregului (2014) și Jupiter Ascending (2015). A interpretat rolul principal (Newt Scamander) în filmul din 2016 Animale fantastice și unde le poți găsi. 
Pentru rolul lui Stephen Hawking din Teoria întregului a câștigat Premiul Oscar, Globul de Aur, BAFTA și Premiul Tony pentru piesa Red.

## Filmografie

### Filme
| An   | Titlu                                                 | Rol                     | Regizor           | Note                 |
| ---- | ----------------------------------------------------- | ----------------------- | ----------------- | -------------------- |
| 2006 | Like Minds                                            | Alex Forbes             | Gregory Read      |                      |
| 2006 | The Good Shepherd                                     | Edward Wilson, Jr.      | Robert De Niro    |                      |
| 2007 | Savage Grace                                          | Antony Baekeland        | Tom Kalin         |                      |
| 2007 | Elizabeth: The Golden Age                             | Anthony Babington       | Shekhar Kapur     |                      |
| 2008 | The Yellow Handkerchief                               | Gordy                   | Udayan Prasad     |                      |
| 2008 | The Other Boleyn Girl                                 | Sir William Stafford    | Justin Chadwick   |                      |
| 2008 | Powder Blue                                           | Qwerty Doolittle        | Timothy Linh Bui  |                      |
| 2009 | Glorious 39                                           | Ralph Keyes             | Stephen Poliakoff |                      |
| 2010 | Black Death                                           | Osmund                  | Christopher Smith |                      |
| 2011 | Hick                                                  | Eddie Kreezer           | Derick Martini    |                      |
| 2011 | My Week with Marilyn                                  | Colin Clark             | Simon Curtis      |                      |
| 2012 | Les Misérables                                        | Marius Pontmercy        | Tom Hooper        |                      |
| 2014 | The Theory of Everything                              | Stephen Hawking         | James Marsh       |                      |
| 2015 | Jupiter Ascending                                     | Balem Abrasax           | The Wachowskis    |                      |
| 2015 | Thomas & Friends: Sodor's Legend of the Lost Treasure | Ryan                    | David Stoten      | Voce                 |
| 2015 | The Danish Girl                                       | Einar Wegener/Lili Elbe | Tom Hooper        |                      |
| 2016 | Fantastic Beasts and Where to Find Them               | Newt Scamander          | David Yates       |                      |
| 2018 | Early Man                                             | Dug                     | Nick Park         | Voice; In production |

### Televiziune
| An   | Titlu                       | Rol                     | Note                               |
| ---- | --------------------------- | ----------------------- | ---------------------------------- |
| 1998 | Animal Ark                  | John Hardy              | Episode: "Bunnies in the Bathroom" |
| 2003 | Doctors                     | Rob Huntley             | Episode: "Crescendo"               |
| 2005 | Elizabeth I                 | The Earl of Southampton | Episodul: "Southampton"            |
| 2008 | Tess of the d'Urbervilles   | Angel Clare             | 4 episoade                         |
| 2010 | The Pillars of the Earth    | Jack Jackson            | 8 episoade                         |
| 2010 | The Miraculous Year         | Connor                  | Pilot                              |
| 2012 | Birdsong                    | Stephen Wraysford       | 2 episoade                         |
| 2015 | War Art with Eddie Redmayne | Rolul său               | Documentar                         |

### Teatru
| An      | Titlu                          | Rol                          | Note                                 |
| ------- | ------------------------------ | ---------------------------- | ------------------------------------ |
| 1994    | Oliver!                        | Workhouse Boy #46 / Book Boy | London Palladium                     |
| 2002    | Twelfth Night                  | Viola                        | Shakespeare's Globe                  |
| 2003    | "Master Harold"...and the Boys | Master Harold                | Everyman Theatre                     |
| 2004    | The Goat, or Who Is Sylvia?    | Billy                        | Almeida Theatre                      |
| 2004    | Hecuba                         | Polydorus                    | Donmar Warehouse                     |
| 2007    | Now or Later                   | John Jr.                     | Royal Court Theatre                  |
| 2009–10 | Red                            | Ken                          | Donmar Warehouse John Golden Theatre |
| 2011–12 | Richard al II-lea              | Regele Richard al II-lea     | Donmar Warehouse                     |

## Legături externe
- Eddie Redmayne la Rotten Tomatoes
- Eddie Redmayne la Yahoo! Movies
- en Eddie Redmayne la Internet Broadway Database
- Eddie Redmayne la Internet Movie Database